# Georg Weissel
Georg Weissel, född 1590 i Domnau, Ostpreussen, död 1 augusti 1635 i Königsberg (nuvarande Kaliningrad). Kyrkoherde i Königsberg. Han finns representerad i alla svenska psalmböcker sen 1695 till 1986 med originaltexten Macht hoch die Thür, di Thor macht weit, till den svenska psalmen Gör porten hög, gör dörren bred). Originalet översattes 1853 till engelska Lift up your heads, ye mighty gates av Catherine Winkworth och hennes text finns publicerad i The Church Hymn book 1872.

## Psalmer
- Gör porten hög, gör dörren bred (1695 nr 117, 1986 nr 107) skriven 1623 eller 1642. Finns på Wikisource.